# Gerezipot
Gerezipot (o Gerexipot), el robacireres, és un personatge mitològic propi del carnaval d'Etxauri, de la vall d'Etxauri, a Navarra.
El personatge, i la llegenda que hi té associada, es va recrear el 2014, any en què els habitants de la vall van voler celebrar un carnaval arrelat a la tradició i amb consciència mediambiental.
Diu la llegenda que el robacireres va aconseguir enganyar els habitants de la vall oferint-los un oli màgic que prometia millorar les collites de cireres, però en realitat l'oli va provocar maltempsades i la desaparició d'insectes i cireres. En adonar-se de l'engany, els habitants de la vall d'Etxauri es van aliar amb altres personatges del folklore per caçar el robacireres.
Així, Gerezipot, el lladre de cireres, és la representació del mal i de la contaminació del camp, responsable de les males collites de les cireres de la vall d'Etxauri. El ninot que el representa es crema durant el carnaval de la vall d'Etxauri.